# Claude Régy
Pour les articles homonymes, voir Régy.
Claude Régy est un metteur en scène de théâtre français, né le 1er mai 1923 à Nîmes et mort le 26 décembre 2019 à Paris 16e.
Il a contribué au renouvellement du jeu de l'acteur et de l'esthétique du théâtre contemporain. Longtemps assistant d'André Barsacq au théâtre de l'Atelier, travaillant la plupart du temps en collaboration avec des dramaturges contemporains, il a amené sur scène des écritures aussi diverses que celles de Peter Handke, Marguerite Duras, Jon Fosse, Arne Lygre, Botho Strauss ou Leslie Kaplan ainsi que les traductions de la Bible par Henri Meschonnic. Il a travaillé avec des acteurs aussi divers que Delphine Seyrig, Valérie Dréville, Gérard Depardieu, Michel Bouquet ou Isabelle Huppert.

## Biographie

### Jeunesse et études
Fils de Marcel Régy, officier de cavalerie, Claude Régy naît dans une famille protestante et bourgeoise, et grandit entre Montauban et Nîmes. Tout en reniant le puritanisme, il reste très attaché à la spiritualité de la Bible.
Il s'oriente d'abord vers des études de droit et de sciences politiques, s'inscrivant à l'École libre des sciences politiques.

### Parcours professionnel
Très vite, décide d’abandonner l’université afin de monter à Paris se former à l’art dramatique. Il suit les cours de Charles Dullin, Tania Balachova et Michel Vitold. Il devient assistant d'André Barsacq au Théâtre de l'Atelier, avant d’entamer ses propres mises en scène.
En 1952, Claude Régy a vingt-neuf ans quand son compagnon se suicide, à l'âge de vingt-deux ans. « Après un temps de solitude absolue, d’éloignement, j’ai basculé cette souffrance dans le travail. J’ai fait mon premier spectacle » écrit-il. Il met alors en scène Doňa Rosita, de Federico Garcia Lorca en 1952, au Théâtre des Noctambules.
Intéressé par la littérature contemporaine, il se lance dans l’adaptation des œuvres de grands auteurs modernes (Marguerite Duras, Nathalie Sarraute…). Il montre un réel intérêt pour le dialogue et l’échange avec les auteurs de son temps, qu'ils soient français, ou anglo-saxons. Ses spectacles, joués au Théâtre Antoine à Paris avec des comédiens prestigieux (Delphine Seyrig, Jean-Pierre Cassel, Michel Piccoli, Judith Magre, Jean Rochefort, Michel Bouquet, Jean-Pierre Marielle, Pierre Brasseur ou Isabelle Huppert), connaissent un grand succès. Il dirige également des acteurs de théâtre comme Laurent Terzieff, Silvia Monfort, Valérie Dréville, Yves-Noël Genod, Yann Boudaud, Jean-Quentin Châtelain ou Gérard Watkins.
Il a travaillé avec plusieurs scénographes, notamment Jacques Le Marquet, Daniel Jeanneteau et Sallahdyn Khatir. Il continua à travailler avec de jeunes acteurs, notamment au sein de l'école du TNB.
Claude Régy se tourne, dans les années 1970, vers des auteurs non francophones tels que Peter Handke, Luigi Pirandello ou Anton Tchekhov. Il découvre aussi de nouveaux auteurs, qu'il met en scène, tel Gregory Motton (en).
En 1980, il fonde sa propre compagnie, Les Ateliers contemporains.
Il s’est par ailleurs essayé à l’interprétation, notamment dans deux pièces de Jean-Paul Sartre, La Putain respectueuse, dans une mise en scène de Julien Bertheau, et Morts sans sépulture, dans une mise en scène de Michel Vitold en 1946.
Sa conception du théâtre tranche avec tout ce qui se faisait avant lui. Il développe une esthétique minimaliste qui deviendra la marque de fabrique de ses spectacles.

### Vie privée

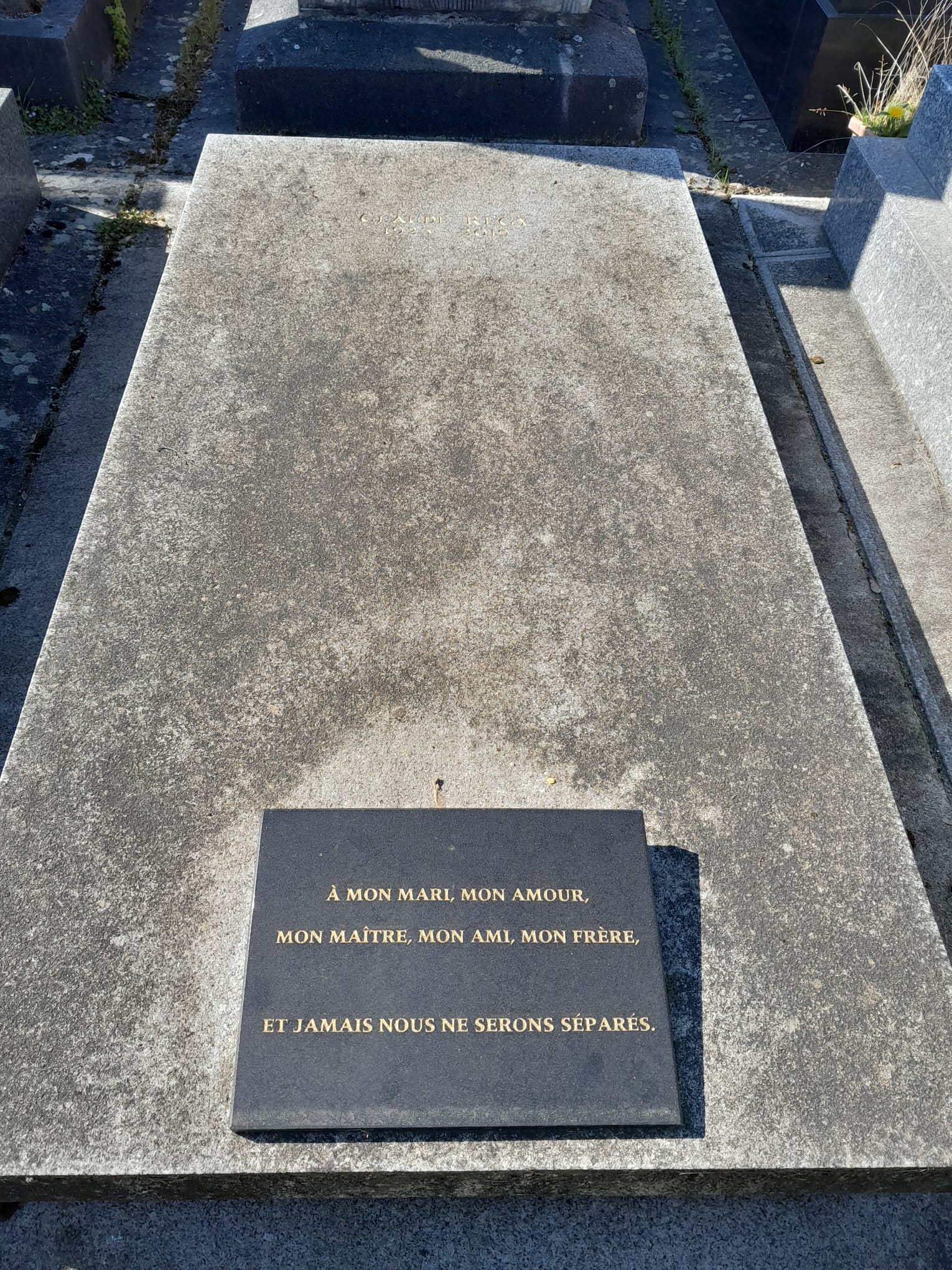
Tombe de Claude Régy au cimetière du Montparnasse (division 18).

Claude Régy est le compagnon d'Alexandre Barry jusqu'au moment de sa mort.
Il meurt à l'âge de 96 ans le 26 décembre 2019 à Paris 16e. Incinéré au crématorium du Père-Lachaise, ses cendres sont inhumées au cimetière du Montparnasse (division 18).

## Esthétique théâtrale
Claude Régy accorde plus d’importance au jeu de l'acteur qu’à l'intrigue ; il se place contre l’incarnation des personnages, et penche davantage vers l’appropriation du texte par le comédien. Visuellement, la présence ou l’absence de lumière prend le dessus sur le décor, les mots s’écoutent, les gestes s’observent, et tout cela se dilue dans des séquences volontairement longues et étirées.
L'esthétique du jeu d'acteur selon lui se caractérise par une diction hachée et monocorde, où les syllabes sont entre-coupées de silence, pour laisser place à notre imagination. La respiration est considérée comme l'essence du théâtre ; chaque geste, chaque mot doit être nécessaire. Le metteur en scène mise sur la force du silence et la sensibilité des acteurs à ce qui les entoure.
Il défend une création où l'on admet le doute, l'incertitude, l'incompréhension. Il s'exprime ainsi : « le désespoir est force de vie ». Il invite le spectateur à se nourrir du vide, en proposant des spectacles à l'esthétique minimaliste, où gestes et voix sont mis en valeur par une épuration maximale. Il mise sur la lenteur, la solitude, et ce climat de vide crée une vibration qui entraine le spectateur dans un état d'hypnose.
Il dit que parler de son travail est une tricherie, qu'il faut que les choses restent mystérieuses et secrètes, il refuse de donner un mode d'emploi à la compréhension de ses spectacles. D'ailleurs les spectacles sont plus à s'approprier qu'à comprendre: « il faudrait toujours que le public se sente en état de création », affirme-t-il. Il donne à voir et à entendre un spectacle sans finitude, où le public a aussi son travail de création à faire.
Les spectacles se passent souvent dans l'obscurité pour exacerber la perception. Le décor n'est ni réaliste, ni symbolique ; il laisse un maximum d'espace à l'imaginaire du spectateur et privilégie avant tout l'acoustique. On voit peu l'acteur pour laisser place à l'imagination. Ces mises en scène explorent les limites de la perception ; on ne sait pas si on voit, ni si on entend. Ils demandent une grande concentration dont on n'a pas l'habitude au quotidien.
Ses spectacles ont vocation à atteindre un public au-delà des spectateurs, par la circulation des impressions qui suit le spectacle. Il propose un réel rituel avec une démarche d'engagement pour les spectateurs en leur demandant, par exemple, de ne plus parler dès l'entrée dans la salle ou en conservant les téléphones portables en dehors du lieu de la représentation…

### Commentaires
Claude Régy explique que le silence est un moyen de communication avant la parole : 

« Habituellement le spectateur considère que le spectacle commence quand le bruit arrive, or », rappelle Régy, « le silence fait partie du spectacle. Le silence dans la parole est une ouverture sur l'infini ; c'est le moment où l'imaginaire trouve sa place et où le spectateur peut ressentir la profondeur de l'esprit, du questionnement. La respiration fait partie de la traduction du texte, elle met en valeur la ponctuation. » […] « C'est la jouissance du texte. »

« L'écriture est l'impuissance à écrire, et c'est avec cette impossibilité que commence la poésie. »

Claude Régy traite les textes qu'il met en scène avec beaucoup de précision et de rigueur, il explique qu'il faut « prendre le temps ». Cet esthétique du jeu de l'acteur est très déstabilisante pour les comédiens, habitués à ce qu'on leur demande de l'efficacité. Aujourd'hui, les technologies meublent le vide (publicités, musique…), on a besoin de boucher les trous, on fuit le vide et la solitude et la quantité remplace la qualité. Selon Régy, le silence nous met en relation avec l'inconnaissable, l'irréel, l'irrationnel. Or « le doute est plus juste que le savoir qui est illusion », c'est pourquoi il est nécessaire de rester au plus proche du vide.
Claude Régy dit qu'il est à la « recherche d'un terrain inconnu par le rien » : il faut avoir le courage d'attendre, de laisser planer le silence, il arrive alors des choses qui n'arriveraient pas si on ne faisait que ce qu'on sait faire.

## Œuvre théâtrale

### Principales mises en scène
- 1952 : Doña Rosita de Federico Garcia Lorca, Théâtre des Noctambules
- 1953 : La vie que je t'ai donnée de Luigi Pirandello, Théâtre de l'Atelier, Théâtre des Noctambules, Théâtre des Mathurins
- 1953 : La Tragédie de la nuit de Thomas Otway, Festival de Châteaudun
- 1954 : Penthésilée d'Heinrich von Kleist, Théâtre Hébertot
- 1954 : Portrait de famille de Nino Frank et Paul Gilson, Théâtre des Mathurins
- 1955 : Gaspar Diaz de Dominique Vincent, Théâtre Hébertot
- 1957 : L'Autre Alexandre de Marguerite Liberaki, Théâtre de l'Alliance française
- 1962 : Frank V de Friedrich Dürrenmatt, mise en scène avec André Barsacq, Théâtre de l'Atelier
- 1963 : Les Viaducs de la Seine-et-Oise de Marguerite Duras, Poche Montparnasse
- 1964 : Bonheur, impair et passe de Françoise Sagan, Théâtre Édouard VII
- 1964 : Cet animal étrange de Gabriel Arout d’après Anton Tchekhov, Théâtre Hébertot
- 1965 : L'Accusateur public de Fritz Hochwälder, Théâtre des Mathurins
- 1965 : La Collection et L'Amant d'Harold Pinter, Théâtre Hébertot
- 1966 : La prochaine fois je vous le chanterai de James Saunders, Théâtre Antoine
- 1966 : Témoignage irrecevable de John Osborne, Théâtre des Mathurins
- 1966 : Le Retour d'Harold Pinter, Théâtre de Paris
- 1966 : Se trouver de Luigi Pirandello, Théâtre Antoine
- 1967 : L'Anniversaire d'Harold Pinter, Théâtre Antoine
- 1967 : Rosencrantz et Guildenstern sont morts de Tom Stoppard, Théâtre Antoine
- 1968 : Les Quatre Saisons d'Arnold Wesker, Théâtre Montparnasse
- 1968 : L'Amante anglaise de Marguerite Duras, TNP Théâtre de Chaillot
- 1969 : Le Jardin des délices de Fernando Arrabal, Théâtre Antoine
- 1969 : La Danse de mort d'August Strindberg, TNP Théâtre de Chaillot
- 1970 : La Mère de Stanisław Ignacy Witkiewicz, Théâtre Récamier
- 1971 : Les Prodiges de Jean Vauthier, TNP Théâtre de Chaillot
- 1971 : L'Amante anglaise de Marguerite Duras, Théâtre Récamier
- 1972 : Sauvés d'Edward Bond, TNP Théâtre de Chaillot
- 1972 : Home de David Storey, Espace Pierre Cardin
- 1973 : Isma de Nathalie Sarraute, Espace Pierre Cardin
- 1973 : Le Vaisseau fantôme de Richard Wagner, Théâtre musical d'Angers
- 1974 : La Chevauchée sur le lac de Constance de Peter Handke, Espace Pierre Cardin
- 1974 : Vermeil comme le sang de Claude Régy, Théâtre de Chaillot
- 1975 : C'est beau de Nathalie Sarraute, Théâtre d'Orsay
- 1976 : Lulu de Frank Wedekind, Théâtre de l'Athénée-Louis-Jouvet
- 1976 : L'Amante anglaise de Marguerite Duras, Théâtre d'Orsay
- 1976 : Emma Santos, Nouveau Carré Silvia Monfort
- 1977 : L'Éden Cinéma de Marguerite Duras, Théâtre d'Orsay
- 1977 : Le malade imaginaire de Moliere, Théâtre Habima, Tel-Aviv
- 1978 : Les gens déraisonnables sont en voie de disparition de Peter Handke, Théâtre des Amandiers, TNP Villeurbanne
- 1978 : Le Nom d'Œdipe d'après Le Chant du corps interdit d'Hélène Cixous, Cour d'Honneur du Palais des Papes Festival d'Avignon
- 1979 : Navire Night de Marguerite Duras, Théâtre Édouard VII
- 1979 : Le Mort de Georges Bataille, Théâtre Édouard VII
- 1979 : Wings d'Arthur Kopit, Théâtre d'Orsay
- 1980 : Elle est là de Nathalie Sarraute, Théâtre d'Orsay
- 1980 : Trilogie du revoir de Botho Strauss, Théâtre des Amandiers
- 1981 : Le Vaisseau fantôme de Richard Wagner, Grand Théâtre de Nancy
- 1981 : L'Amante anglaise de Marguerite Duras, Théâtre du Rond-Point : nouvelle version
- 1982 : Grand et petit de Botho Strauss, TNP Villeurbanne, Théâtre national de l'Odéon
- 1983-1984 : Par les villages de Peter Handke, Théâtre national de Chaillot, TNP Villeurbanne
- 1984 : Ivanov d'Anton Tchekhov, Comédie-Française
- 1985 : Passaggio opéra de Luciano Berio, Théâtre du Châtelet
- 1985 : Les Soldats de Jakob Lenz, avec les élèves du Conservatoire national d'art dramatique, Théâtre de la Bastille
- 1985 : Intérieur de Maurice Maeterlinck, Théâtre Gérard Philipe Saint-Denis
- 1986 : Le Parc de Botho Strauss, Théâtre national de Chaillot
- 1988 : Trois voyageurs regardent un lever de soleil de Wallace Stevens, Théâtre de la Bastille
- 1988 : Le Criminel de Leslie Kaplan, Théâtre de la Bastille
- 1989 : L'Amante anglaise de Marguerite Duras, Théâtre Renaud-Barrault
- 1990 : Les Maîtres Chanteurs de Nuremberg de Richard Wagner, Théâtre du Châtelet
- 1990 : Huis clos de Jean-Paul Sartre, Comédie-Française
- 1990 : Le Cerceau de Viktor Slavkine, Théâtre Nanterre-Amandiers
- 1991 : Chutes de Gregory Motton, Théâtre Gérard Philipe
- 1992 : Jeanne d'Arc au bûcher de Paul Claudel et Arthur Honegger, Opéra Bastille
- 1994 : La Terrible Voix de Satan de Gregory Motton, Théâtre Gérard Philipe
- 1995 : Paroles du sage d'Henri Meschonnic, Théâtre national de Bretagne
- 1996 : La Mort de Tintagiles de Maurice Maeterlinck, Théâtre Gérard Philipe
- 1998 : Holocauste de Charles Reznikoff, Théâtre national de la Colline
- 1999 : Quelqu'un va venir de Jon Fosse, Théâtre Nanterre-Amandiers
- 2000 : Des couteaux dans les poules de David Harrower, Théâtre Nanterre-Amandiers
- 2001 : Melancholia de Jon Fosse, Théâtre national de la Colline, Théâtre national de Bretagne
- 2001 : Carnet d'un disparu de Leoš Janáček, Festival international d'art lyrique d'Aix-en-Provence
- 2002 : 4.48 Psychose de Sarah Kane, avec Isabelle Huppert, Théâtre des Bouffes du Nord
- 2003 : Variations sur la mort de Jon Fosse, Théâtre national de la Colline
- 2005 : Comme un chant de David d'après les Psaumes traduits par Henri Meschonnic, Théâtre national de la Colline
- 2007 : Homme sans but d'Arne Lygre, Odéon-Théâtre de l'Europe, Ateliers Berthier
- 2009 : Ode maritime de Fernando Pessoa, avec Jean-Quentin Châtelain, Théâtre Vidy-Lausanne, Festival d'Avignon
- 2010 : Brume de Dieu d'après Tarjei Vesaas, avec Laurent Cazanave, Comédie de Valence, Ménagerie de verre
- 2012-2013 : La Barque Le Soir d'après Tarjei Vesaas, avec Olivier Bonnefoy, Nichan Moumdjian, Yann Boudaud, CDN Orléans, Le Centquatre, Paris
- 2013-2014 : Intérieur de Maurice Maeterlinck, au SPAC-Shizuoka Performing Arts Center, Shizuoka, Japon, Maison de la culture du Japon à Paris
- 2016 : Rêve et folie de Georg Trakl, avec Yann Boudaud, Théâtre Nanterre-Amandiers[20]

### Comédien
- 1946 : La Putain respectueuse de Jean-Paul Sartre, mise en scène Julien Bertheau, Théâtre Antoine
- 1946 : Morts sans sépulture de Jean-Paul Sartre, mise en scène Michel Vitold, Théâtre Antoine

### Distinctions
- 1991 : Grand Prix national du théâtre
- 1994 : Grand Prix des arts de la scène de la ville de Paris
- Prix du Syndicat de la critique 2000 : Prix du meilleur livre sur le théâtre pour L'Ordre des morts
- Molières 2010 : nomination au Molière du metteur en scène pour Ode maritime
- Prix du Syndicat de la critique 2010 : Grand prix du théâtre pour Ode maritime
- Prix du Syndicat de la critique 2012 : Prix du meilleur livre sur le théâtre pour Dans le désordre et La Brûlure du monde

## Ouvrages
- Espaces perdus, Les Solitaires Intempestifs, 1998.
- L'Ordre des morts, Les Solitaires Intempestifs, 1999.
- L'État d'incertitude, Les Solitaires Intempestifs, 2002.
- Au-delà des larmes, Les Solitaires Intempestifs, 2007.
- La Brûlure du monde, Les Solitaires Intempestifs, 2011.
- Dans le désordre, Actes Sud, 2011.
- Le théâtre, sensation du monde, Éditions Universitaires d'Avignon, 2014.
- Du régal pour les vautours, Les Solitaires Intempestifs, 2016.
- Écrits (1991-2011), Les Solitaires Intempestifs, 2016.

## Distinctions
- 2003 : chevalier de la Légion d'honneur
- 2013 : nommé chevalier de l'ordre royal norvégien du Mérite par le roi Harald V de Norvège

### Filmographie
- Claude Régy : la brûlure du monde, d’Alexandre Barry. Rencontre au TNS, 23 janvier 2010.